# Neptunismus

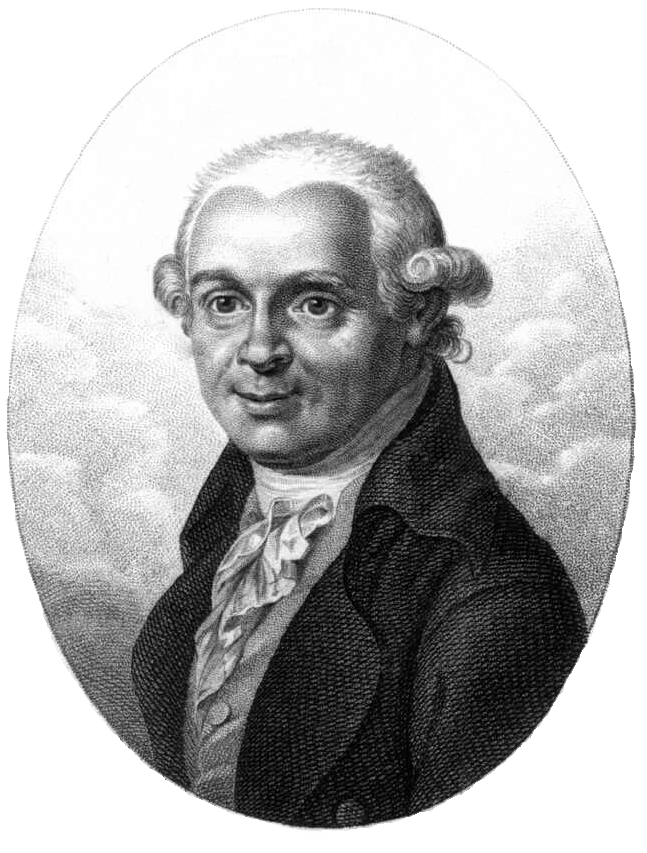
Abraham Gottlob Werner, propagátor neptunismu

Neptunismus je překonaná geologická teorie z konce 18. století, podle níž veškeré horniny na Zemi vznikly krystalizací minerálů z vodních roztoků v zemských praoceánech. Jejím autorem byl německý geolog a mineralog Abraham Gottlob Werner (1749–1817).
Teorie dostala jméno podle starořímského boha moří Neptuna. Vědecká debata mezi neptunisty, zastánci neptunistické teorie, a plutonisty neboli zastánci teorie vzniku hornin krystalizací magmatu, byla ve své době velkou vědeckou diskusí, která nakonec skončila vítězstvím plutonistů. Počátkem 19. století se totiž ukázalo, že geologické skutečnosti lépe odpovídá princip uniformitarianismu. Dnešní poznatky však dokládají, že horniny vznikají jak krystalizací magmatu (jak tvrdil plutonismus), tak také sedimentací neboli usazováním těžších, nerozpustných součástí ve vodních roztocích, což se velmi blíží tomu, co původně hlásal neptunismus.